# Condado de Putnam (Nueva York)
El condado de Putnam (en inglés: Putnam County) fundado en 1812 es un condado en el estado estadounidense de Nueva York. En el 2000 el condado tenía una población de 95.745 habitantes en una densidad poblacional de 160 personas por km². La sede del condado es Carmel.

## Geografía
Según la Oficina del Censo, el condado tiene un área total de 637 km² (245,9 mi²), de la cual 598 km² (230,9 mi²) es tierra y 39 km² (15,1 mi²) (1.21%) es agua.

### Condados adyacentes
- Condado de Dutchess - norte
- Condado de Fairfield - este
- Condado de Westchester - sur
- Condado de Rockland - suroeste
- Condado de Orange - oeste

## Demografía
En el censo de 2000, había 95,745 personas, 32,703 hogares y 25,181 familias residiendo en el condado. La densidad poblacional era de 160 personas por km². En el 2000 había 35,030 unidades habitacionales en una densidad de 58 por km². La demografía del condado era de 93.87% blancos, 1.63% afroamericanos, 0.14% amerindios, 1.24% asiáticos, 0.03% isleños del Pacífico, 1.67% de otras razas y 1.42% de dos o más razas. 6.24% de la población era de origen hispano o latino de cualquier raza.
En el 2000 la renta per cápita promedia del condado era de $72,279, y el ingreso promedio para una familia era de $82,197. En 2000 los hombres tenían un ingreso per cápita de $53,295 versus $38,390 para las mujeres. El ingreso per cápita para el condado era de $30,127. Alrededor del 4.40% de la población estaba bajo el umbral de pobreza nacional.

## Localidades

### Pueblos
Carmel |
Kent |
Patterson |
Philipstown |
Putnam Valley |
Southeast 

### Villas
Brewster |
Cold Spring |
Nelsonville

### Lugares designados por el censo
Brewster Hill |
Carmel |
Lake Carmel |
Mahopac |
Peach Lake‡ |
Putnam Lake 
- ‡ Una parte se encuentra en el condado de Rockland